# Kitakyūshū
Kitakyūshū (北九州市?, Kitakyūshū-shi, lett. "città del nord Kyūshū") è una città della prefettura di Fukuoka, nell'isola di Kyūshū, in Giappone. È stata ufficialmente costituita per ordinanza governativa il 1º aprile 1963, aggregando le municipalità di Kokura, antico borgo che attualmente costituisce il centro cittadino, Moji, Tobata, Yahata e Wakamatsu.
Il simbolo della città è un fiore con al centro il kanji "Kita" e intorno cinque petali rappresentanti le cinque zone che furono unite per formare la città.

## Storia
Era una delle tre città (insieme con Hiroshima e Nagasaki) prese come possibile obiettivo della Little Boy. Tuttavia, l'obbiettivo principale il 6 agosto 1945 era Hiroshima. Essa divenne in seguito l'obiettivo principale della bomba atomica soprannominata "Fat Man". Tuttavia, quel giorno le nubi offuscarono la visuale, pertanto la bomba fu sganciata, il 9 agosto 1945, su Nagasaki.
Nell'aprile del 1977 viene aperto al suo interno il giardino dei glicini di Kawachi, conosciuto per le sue pergole di glicine, la cui fioritura massima avviene nel corso della settimana d'oro.

## Quartieri
Kitakyūshū è divisa in sette quartieri (ku):
|  | Nome             | Giapponese | Area (km²) | Popolazione (censimento anno 2000) | Note                                                              |
|  | ---------------- | ---------- | ---------- | ---------------------------------- | ----------------------------------------------------------------- |
|  | Kokurakita-ku    | 小倉北区   | 39,27      | 184 545                            | (centro amministrativo)                                           |
|  | Kokuraminami-ku  | 小倉南区   | 170,25     | 213 741                            | (comprende parte settentrionale della nuova isola dell'aeroporto) |
|  | Moji-ku          | 門司区     | 73,37      | 114 754                            | stretto di Kanmon                                                 |
|  | Tobata-ku        | 戸畑区     | 16,66      | 64 330                             |                                                                   |
|  | Yahatahigashi-ku | 八幡東区   | 36,36      | 77 077                             | popolazione alla fine di settembre 2003                           |
|  | Yahatanishi-ku   | 八幡西区   | 83,04      | 260 318                            | sede principale di Yaskawa Electric                               |
|  | Wakamatsu-ku     | 若松区     | 67,86      | 88 594                             |                                                                   |

## Clima
| Yahatañishi-ku, Kitakyūshū (1991-2020) Fonte: JMA | Mesi        | Mesi        | Mesi        | Mesi        | Mesi        | Mesi        | Mesi        | Mesi        | Mesi        | Mesi        | Mesi        | Mesi        | Stagioni | Stagioni | Stagioni | Stagioni | Anno    |
| Yahatañishi-ku, Kitakyūshū (1991-2020) Fonte: JMA | Gen         | Feb         | Mar         | Apr         | Mag         | Giu         | Lug         | Ago         | Set         | Ott         | Nov         | Dic         | Inv      | Pri      | Est      | Aut      | Anno    |
| ------------------------------------------------- | ----------- | ----------- | ----------- | ----------- | ----------- | ----------- | ----------- | ----------- | ----------- | ----------- | ----------- | ----------- | -------- | -------- | -------- | -------- | ------- |
| T. max. media (°C)                                | 9,8         | 10,9        | 14,4        | 19,6        | 24,2        | 27,0        | 30,7        | 31,9        | 28,1        | 23,2        | 17,7        | 12,2        | 11,0     | 19,4     | 29,9     | 23,0     | 20,8    |
| T. media (°C)                                     | 6,2         | 6,9         | 10,0        | 14,7        | 19,3        | 22,7        | 26,8        | 27,8        | 24,0        | 18,8        | 13,3        | 8,3         | 7,1      | 14,7     | 25,8     | 18,7     | 16,6    |
| T. min. media (°C)                                | 2,8         | 3,2         | 5,9         | 10,2        | 14,9        | 19,3        | 23,7        | 24,6        | 20,6        | 14,8        | 9,3         | 4,7         | 3,6      | 10,3     | 22,5     | 14,9     | 12,8    |
| T. max. assoluta (°C)                             | 19,9 (2020) | 24,0 (2004) | 25,2 (2010) | 30,1 (2005) | 32,4 (2000) | 34,2 (1997) | 36,9 (1994) | 36,7 (2016) | 34,5 (2003) | 33,0 (2005) | 26,4 (2020) | 24,8 (2018) | 24,8     | 32,4     | 36,9     | 34,5     | 36,9    |
| T. min. assoluta (°C)                             | −4,6 (2016) | −6,2 (1977) | −3,8 (1977) | 0,5 (1985)  | 6,4 (1980)  | 10,5 (1981) | 15,4 (1982) | 17,6 (2016) | 8,9 (1987)  | 3,5 (1986)  | 0,7 (1979)  | −3,6 (2005) | −6,2     | −3,8     | 10,5     | 0,7      | −6,2    |
| Giorni di calura (Tmax ≥ 30 °C)                   | 0,0         | 0,0         | 0,0         | 0,0         | 0,8         | 4,3         | 19,6        | 24,1        | 8,1         | 0,2         | 0,0         | 0,0         | 0,0      | 0,8      | 48,0     | 8,3      | 57,1    |
| Giorni di gelo (Tmin ≤ 0 °C)                      | 3,7         | 3,3         | 0,6         | 0,0         | 0,0         | 0,0         | 0,0         | 0,0         | 0,0         | 0,0         | 0,0         | 1,1         | 8,1      | 0,6      | 0,0      | 0,0      | 8,7     |
| Precipitazioni (mm)                               | 87,9        | 79,2        | 114,2       | 125,4       | 142,9       | 239,5       | 314,6       | 198,1       | 165,9       | 85,2        | 91,8        | 75,9        | 243,0    | 382,5    | 752,2    | 342,9    | 1 720,6 |
| Giorni di pioggia                                 | 10,8        | 10,4        | 10,9        | 10,0        | 9,0         | 12,3        | 11,8        | 10,0        | 9,7         | 7,3         | 9,4         | 9,8         | 31,0     | 29,9     | 34,1     | 26,4     | 121,4   |
| Ore di soleggiamento mensili                      | 101,8       | 113,2       | 159,5       | 188,6       | 205,0       | 139,2       | 167,6       | 196,2       | 159,8       | 170,5       | 131,5       | 102,9       | 317,9    | 553,1    | 503,0    | 461,8    | 1 835,8 |
| Vento (direzione-m/s)                             | SSW 2,3     | SSW 2,2     | SSW 2,3     | SSW 2,3     | SSW 2,1     | SSW 2,0     | SSW 2,3     | SSW 2,2     | SSW 1,9     | SSW 1,8     | SSW 1,9     | SSW 2,2     | 2,2      | 2,2      | 2,2      | 1,9      | 2,1     |

## Infrastrutture e trasporti
La stazione ferroviaria di Kokura è la penultima fermata della linea del treno ad altà velocità Sanyō Shinkansen, delle ferrovie JR West, che collega le città di Ōsaka e Fukuoka. Nella stessa stazione è presente il capolinea della monorotaia di Kitakyūshū, che attraversa i quartieri di Kokura Kita-ku e Kokura Minami-ku.
Il nuovo aeroporto, costruito su un'isola artificiale, è stato aperto il 16 marzo 2006.

## Sport
Nel 1995 ha ospitato il Campionato del mondo di parapendio e nel 2021 sia i campionati mondiali di ginnastica artistica che quelli di ginnastica ritmica.

## Galleria d'immagini

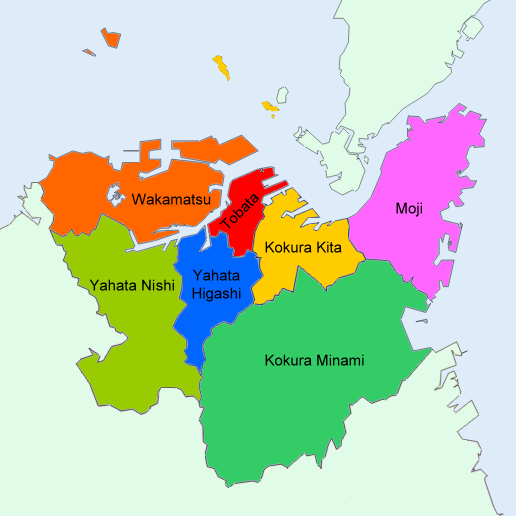
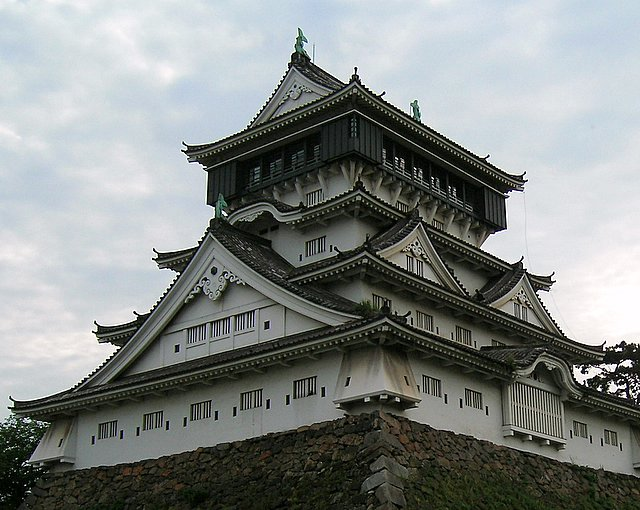
Castello di Kokura
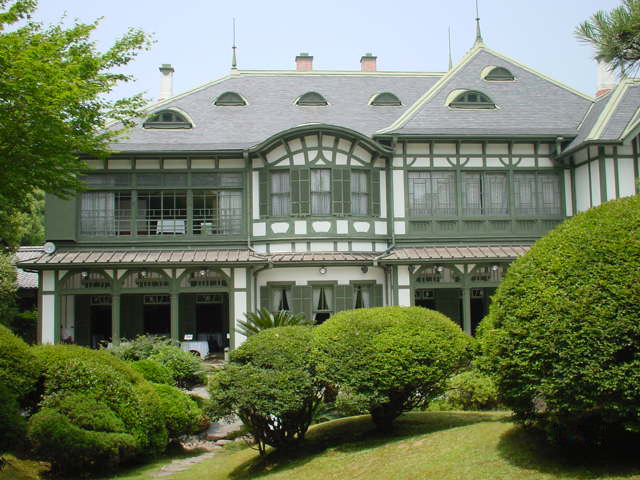
Villa Matsumoto, sede della "West Japan Industrial Club"
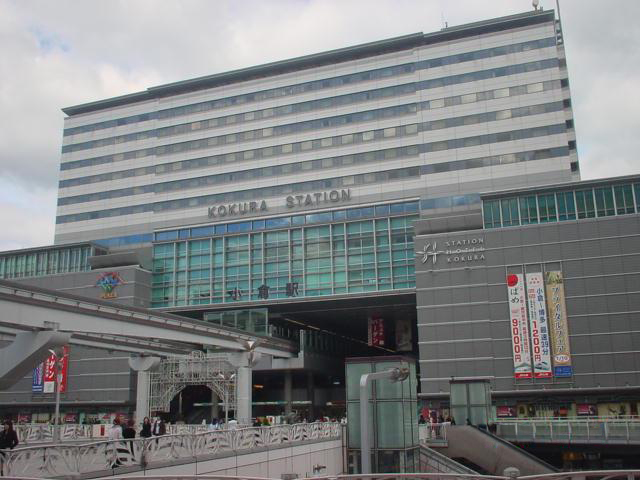
Stazione JR di Kokura con uscita monorotaia